# Naples Foot-Ball Club
Maillots
Le Naples Foot-Ball Club est un club de football italien basé à Naples, fondé en 1904 et disparu en 1922, ancêtre de la Società Sportiva Calcio Napoli.

## Histoire

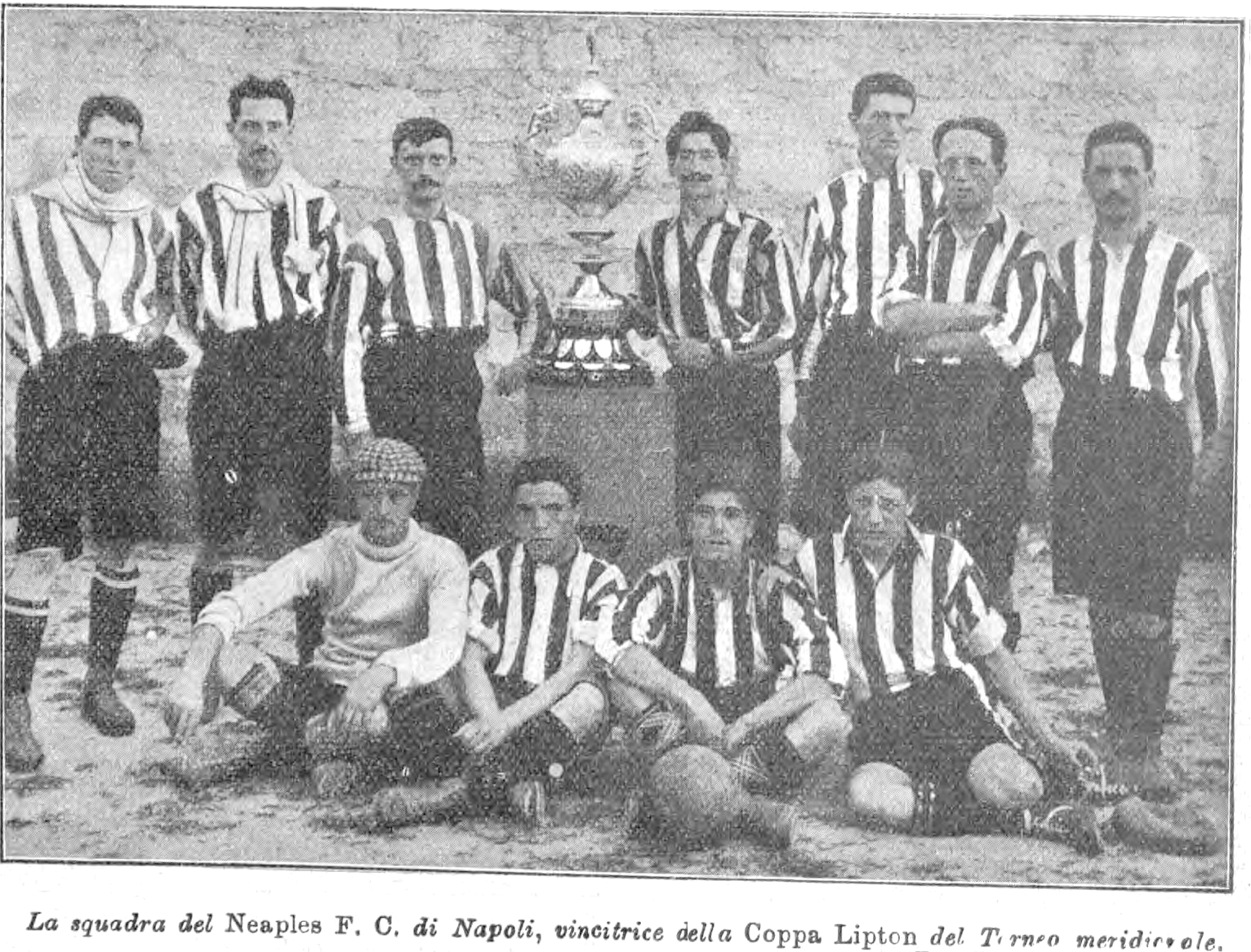

Le club a été fondé en 1904 sous le nom de Naples Foot-Ball & Cricket Club par le marin anglais James Potts qui travaillait pour la compagnie maritime Cunard Lines. Le club aurait été créé lors d'une réunion au 43 San Severino auquel participait Potts, son compatriote Bayon et les Napolitains Conforti, Salsi et Catterina. Amedeo Salsi en fut le premier président et donna son nom à la première coupe de football de la ville, la Coppa Salsi. L'équipe disputa son premier match face une équipe composée de marins anglais. L'équipe du Naples Foot-Ball & Cricket Club était la suivante : Kock, Garozzo, Del Pezzo, Littie, Steinecaer, Marin, Scarfoglio, McPherson, Chaudorir, Potts, Ostermann. Naples s'imposa trois buts à deux.   
En 1906 le club changea de nom pour devenir le Naples Foot-Ball Club. En 1909 le club participa à la Lipton Challenge Cup, une compétition qui réunissait les équipes du sud de l'Italie et de la Sicile. Naples remporta l'épreuve en 1909, 1911 et 1914. Le club participa au championnat d'Italie à partir de la saison 1912-1913. Naples écarta son rival local, l'Unione Sportiva Internazionale Napoli dans le match opposant les équipes de la Campanie puis s'inclina lors de la finale du tournoi péninsulaire face à la  Lazio Rome. Lors des saisons suivantes, le club ne parvint jamais à s'extraire du tournoi régional de la Campanie excepté lors de la saison 1920-1921. 
En 1922 le Naples Football Club fusionna avec son rival local, l'Unione Sportiva Internazionale Napoli pour donner naissance au Foot-Ball Club Internazionale-Naples.

## Les stades
Durant son existence, Naples joua sur plusieurs stades. De 1904 à 1912 le club évolua sur stade de Campegna. De 1912 à 1913 ce fut le stade Agnano qui fut inauguré le 27 octobre 1912. Enfin de 1913 jusqu'à 1922 le club joua ses matchs au stade Poligono di tiro.

## Palmarès
- Vainqueur de la Coppa Lipton en 1909, 1911, 1914.
- Vainqueur de la Coppa Salsi en 1905.
- Vainqueur de la Coppa Noli da Costa.
- Champion de Campanie en 1912-1913.

## Bilan saison par saison
- 1912-13 - 1er du tournoi de la Campanie, s'incline en finale du Tournoin péninsulaire face à la Lazio.
- 1913-14 - 2e du tournoi de la Campanie.
- 1914-15 - 2e du tournoi de la Campanie.
- 1919-20 - 4e du tournoi de la Campanie.
- 1920-21 - 2e du tournoi de la Campanie - éliminé en demi-finale interrégionale.
- 1921-22 - 4e du tournoi de la Campanie.

## Résultats détaillés

### 1912-13
| Date     |                |                |   |   | Note | Buteurs                  | Affluence | Compétition             |
| -------- | -------------- | -------------- | - | - | ---- | ------------------------ | --------- | ----------------------- |
| 19.01.13 | Naples         | Internazionale | 2 | 1 |      | Fawless, Torstensson     |           | Championnat de Campanie |
| 26.01.13 | Internazionale | Naples         | 2 | 3 |      | Hansen (2 pen.), Imerigo |           | Championnat de Campanie |
| 16.03.13 | Naples         | Lazio          | 1 | 2 |      | Troise                   |           | Finale péninsulaire     |
| 30.03.13 | Lazio          | Naples         | 1 | 1 |      | Paduli III               |           | Finale péninsulaire     |

### 1913-14
| Date     |                |                |   |   | Note | Buteurs  | Affluence | Compétition             |
| -------- | -------------- | -------------- | - | - | ---- | -------- | --------- | ----------------------- |
| 26.01.14 | Naples         | Internazionale | 1 | 1 |      | Reichlin |           | Championnat de Campanie |
| 02.02.14 | Internazionale | Naples         | 2 | 1 |      | Eastwood |           | Championnat de Campanie |

### 1914-15
| Date     | | | | | Note | Buteurs | Affluence | Compétition | |
| -------- | --- | --- | --- | --- | --- | --- | --- | --- | --- |
| 18.04.15 | Internazionale | Naples | 4 | 1 | (1) | | | Championnat de Campanie | |
| 25.04.15 | Naples | Internazionale | 1 | 1 | (1) | | | Championnat de Campanie | |
|          | Internazionale | Naples | 3 | 0 | | | | Championnat de Campanie | |
| Note :   | (1) Les deux résultats ne furent pas homologués et furent donnés à rejouer. Le tournoi fut ensuite interrompu par l'entrée en guerre de l'Italie. | (1) Les deux résultats ne furent pas homologués et furent donnés à rejouer. Le tournoi fut ensuite interrompu par l'entrée en guerre de l'Italie. | (1) Les deux résultats ne furent pas homologués et furent donnés à rejouer. Le tournoi fut ensuite interrompu par l'entrée en guerre de l'Italie. | (1) Les deux résultats ne furent pas homologués et furent donnés à rejouer. Le tournoi fut ensuite interrompu par l'entrée en guerre de l'Italie. | (1) Les deux résultats ne furent pas homologués et furent donnés à rejouer. Le tournoi fut ensuite interrompu par l'entrée en guerre de l'Italie. | (1) Les deux résultats ne furent pas homologués et furent donnés à rejouer. Le tournoi fut ensuite interrompu par l'entrée en guerre de l'Italie. | (1) Les deux résultats ne furent pas homologués et furent donnés à rejouer. Le tournoi fut ensuite interrompu par l'entrée en guerre de l'Italie. | (1) Les deux résultats ne furent pas homologués et furent donnés à rejouer. Le tournoi fut ensuite interrompu par l'entrée en guerre de l'Italie. | (1) Les deux résultats ne furent pas homologués et furent donnés à rejouer. Le tournoi fut ensuite interrompu par l'entrée en guerre de l'Italie. |

### 1919-20
| Date     |                |                |   |   | Note | Buteurs                      | Affluence | Compétition             |
| -------- | -------------- | -------------- | - | - | ---- | ---------------------------- | --------- | ----------------------- |
| 30.11.19 | Naples         | Puteolana      | 1 | 1 |      |                              |           | Championnat de Campanie |
| 19.12.19 | Naples         | Pro Napoli     | 2 | 3 |      | Molaschi pen., Romanelli     |           | Championnat de Campanie |
| 18.12.19 | Internazionale | Naples         | 2 | 1 |      | Molaschi                     |           | Championnat de Campanie |
| 21.12.19 | Pro Caserta    | Naples         | 1 | 3 |      | Ruffino, Romanelli, Casabona |           | Championnat de Campanie |
| 11.01.20 | Puteolana      | Naples         | 1 | 1 |      | Caramanna                    |           | Championnat de Campanie |
| 08.02.20 | Pro Napoli     | Naples         | 3 | 1 |      | Molaschi                     |           | Championnat de Campanie |
| 25.01.20 | Naples         | Internazionale | 1 | 3 |      | Steiger c.s.c                |           | Championnat de Campanie |
| 01.02.20 | Naples         | Pro Caserta    | 7 | 0 |      |                              |           | Championnat de Campanie |

### 1920-21
| Date     |                |                |   |   | Note        | Buteurs                             | Affluence | Compétition                       |
| -------- | -------------- | -------------- | - | - | ----------- | ----------------------------------- | --------- | --------------------------------- |
| 19.11.20 | Salernitana    | Naples         | 0 | 1 |             | Casabona                            |           | Championnat de Campanie Grp. A    |
| 5.12.20  | Naples         | Savoia         | 4 | 2 |             | Ghisi (2), Bruschini, Caramanna     |           | Championnat de Campanie Grp. A    |
| 19.12.20 | Puteolana      | Naples         | 3 | 1 |             | Molaschi                            |           | Championnat de Campanie Grp. A    |
| 9.01.21  | Naples         | Salernitana    | 2 | 0 | par forfait |                                     |           | Championnat de Campanie Grp. A    |
| 16.01.21 | Savoia         | Naples         | 0 | 7 |             | Ghisi (3), Bruschini (2), Caramanna |           | Championnat de Campanie Grp. A    |
| 23.01.21 | Naples         | Puteolana      | 1 | 2 |             | Ghisi                               |           | Championnat de Campanie Grp. A    |
| 06.02.21 | Naples         | Bagnolese      | 2 | 1 |             | Ghisi (2)                           |           | Championnat de Campanie Grp. Fin. |
| 13.02.21 | Naples         | Internazionale | 0 | 0 |             |                                     |           | Championnat de Campanie Grp. Fin. |
| 20.02.21 | Puteolana      | Naples         | 3 | 2 |             | Casabona, Bruschini II              |           | Championnat de Campanie Grp. Fin. |
| 27.02.21 | Bagnolese      | Naples         | 2 | 0 |             |                                     |           | Championnat de Campanie Grp. Fin. |
| 07.03.21 | Internazionale | Naples         | 1 | 2 |             | Ghisi, Gattegna (pen.)              |           | Championnat de Campanie Grp. Fin. |
| 09.04.21 | Naples         | Puteolana      | 3 | 0 |             | Valente (2), Bruschini              |           | Championnat de Campanie Grp. Fin. |
| 29.05.21 | Livorno        | Naples         | 5 | 2 |             | Casabona, Valente                   |           | Demi-finale interrégionale        |
| 06.06.21 | Naples         | Lazio          | 4 | 2 |             | Bruschini (2), Ghisi (2)            |           | Demi-finale interrégionale        |
| 19.06.21 | Naples         | Livorno        | 1 | 2 |             | Valente                             |           | Demi-finale interrégionale        |
| 26.06.21 | Lazio          | Naples         | 4 | 4 |             |                                     |           | Demi-finale interrégionale        |

### 1921-22 C.C.I.
| Date     |                   |                |   |   | Note        | Buteurs                              | Affluence | Compétition             |
| -------- | ----------------- | -------------- | - | - | ----------- | ------------------------------------ | --------- | ----------------------- |
| 06.11.21 | Puteolana         | Naples         | 3 | 1 |             |                                      |           | Championnat de Campanie |
| 20.11.21 | Savoia            | Naples         | 5 | 1 |             | Ghisi                                |           | Championnat de Campanie |
| 04.12.21 | Naples            | Stabia         | 2 | 1 |             | Bruschini II, Caramanna              |           | Championnat de Campanie |
| 11.12.21 | Internazionale NA | Naples         | 1 | 0 |             |                                      |           | Championnat de Campanie |
| 15.01.22 | Naples            | Puteolana      | 0 | 4 |             |                                      |           | Championnat de Campanie |
| 22.01.22 | Salernitana       | Naples         | 1 | 2 |             | Bruschini II, Valente                |           | Championnat de Campanie |
| 20.01.22 | Naples            | Savoia         | 1 | 4 |             | Bruschini II                         |           | Championnat de Campanie |
| 05.02.22 | Bagnolese         | Naples         | 0 | 0 |             |                                      |           | Championnat de Campanie |
|          | Stabia            | Naples         | 1 | 2 |             |                                      |           | Championnat de Campanie |
| 05.03.22 | Naples            | Salernitana    | 2 | 0 | par forfait |                                      |           | Championnat de Campanie |
| 12.03.22 | Naples            | Bagnolese      | 0 | 2 |             |                                      |           | Championnat de Campanie |
| 30.03.22 | Naples            | Internazionale | 4 | 1 |             | Di Nanni, Valente, Bruschini III (2) |           | Championnat de Campanie |